# Jessy Schram

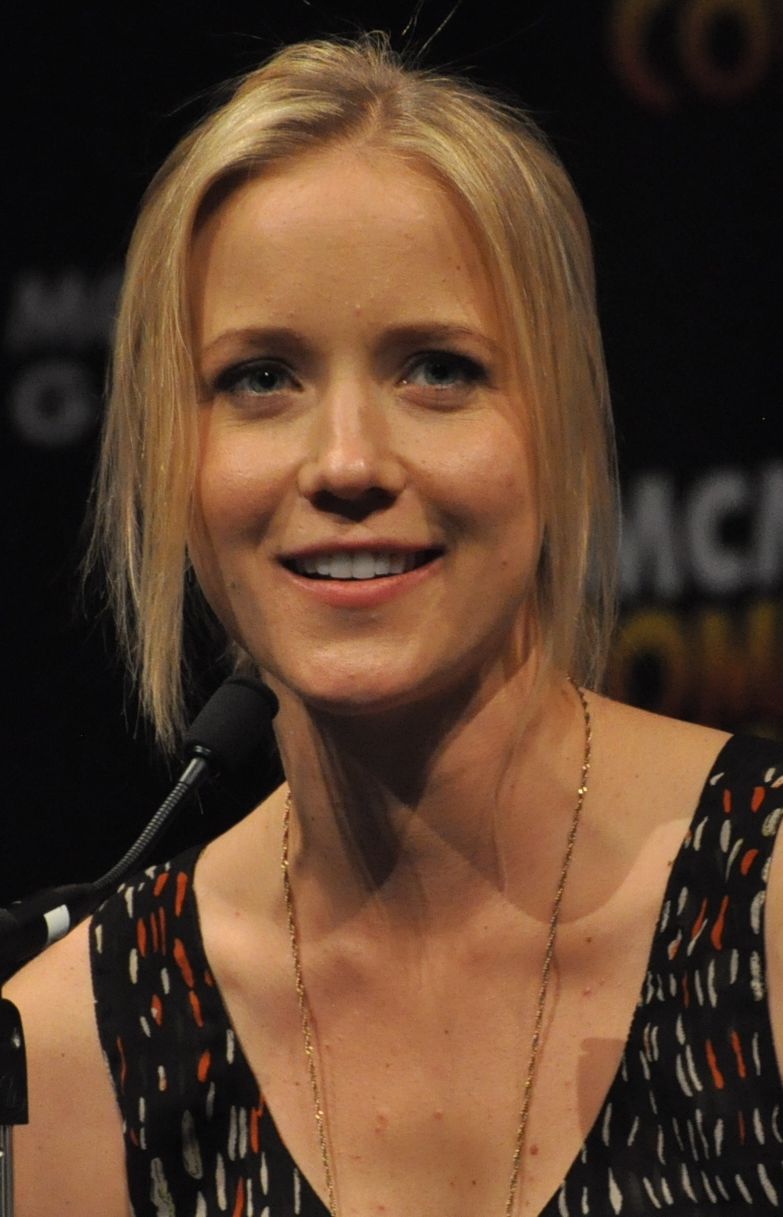
Jessy Schram.

Jessica "Jessy" Schram, född 15 januari 1986 i Skokie i Illinois, är en amerikansk skådespelerska. Hennes mest kända roller inkluderar Hannah Griffith i Veronica Mars, Rachel Seybolt i Life, Karen i Falling Skies och Cinderella/Ashley Boyd i Once Upon a Time.